# Clyzomedus javanicus
Clyzomedus javanicus là một loài bọ cánh cứng trong họ Cerambycidae.